# Barsinghausen (stacja kolejowa)
Barsinghausen – stacja kolejowa w Barsinghausen, w kraju związkowym Dolna Saksonia, w Niemczech. Znajdują się tu 2 perony.